# 柚木
柚木（學名Tectona grandis）又名胭脂樹，是闊葉喬木，屬於唇形科（或是馬鞭草科）柚木屬的植物。一般生長在南亞或東南亞，以緬甸(Burma Teak)出產的最為著名，原產地為緬甸 (Kyun)、印尼(jati)、泰國(Teak)、婆羅洲、爪哇、印度等，因富含油脂及高穩定度而受到廣泛利用，在傢俱用材中，有群木之王的美譽 。

## 形态特征
落葉喬木；在緬甸有些地區完全成長的大樹高度可達45公尺, 樹圍可到3~3.7公尺, 一般常見的樹木大約為25~30公尺, 生長區域從平地一直到海拔920公尺以下的低海拔山區, 單葉對生，新葉成紅褐色，幼嫩部分密被毛茸，摸起來有毛絨絨的感覺，成熟橢圓的葉片十分碩大，葉面粗糙且有硬毛之瘤粒。一般柚木的花期在夏、秋兩季，屬於圓錐花序；花細小約有5~6片花瓣，花色有黃、藍、白色且具有芳香氣息。柚木枝幹粗壯且葉片碩大，生長緩慢，材質細密。

## 用途
柚木的利用是以心材為主，色澤暗褐、木材含有油份、木理通直、木肌稍粗。邊材為黃白色，邊、心材區分明顯，年輪明顯細密、機械性質極強、乾燥性良好，收縮率小、木質強韌、耐久性高、對菌類及蟲害抵抗力強。柚木原產於緬甸、泰國、印尼、印度山區。邊材為黃白色，心材則因產地不同 褐色、濃灰色、淡色、金茶色者。木理通直、質地堅硬、細緻，材面含油脂之觸感，乾燥性良好，耐久性高，為所有木材中膨脹收縮最少者一，尺寸安定性佳。材面木紋美觀優雅、且加工容易。用途造林、船艦、車輛、建築、雕刻、傢俱等，以致現時柚木各個原產地的原木均「已经几乎伐尽，目前只有少数几个重新种植的项目」。為保柚木的「可持续性发展，避免由土地退化导致的自然灾害」，這些地方已經全面禁伐柚木。

## 圖庫

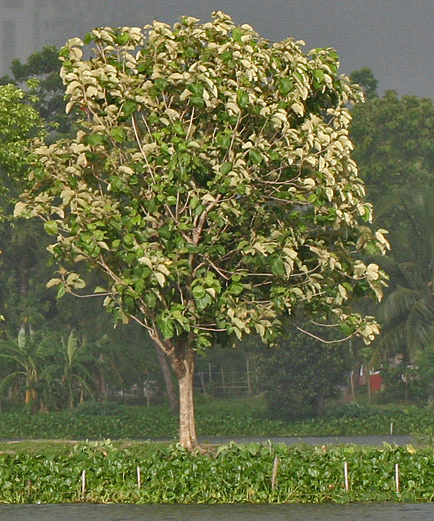
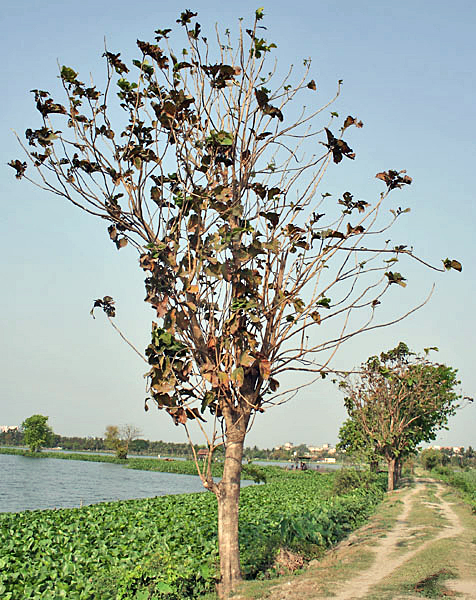
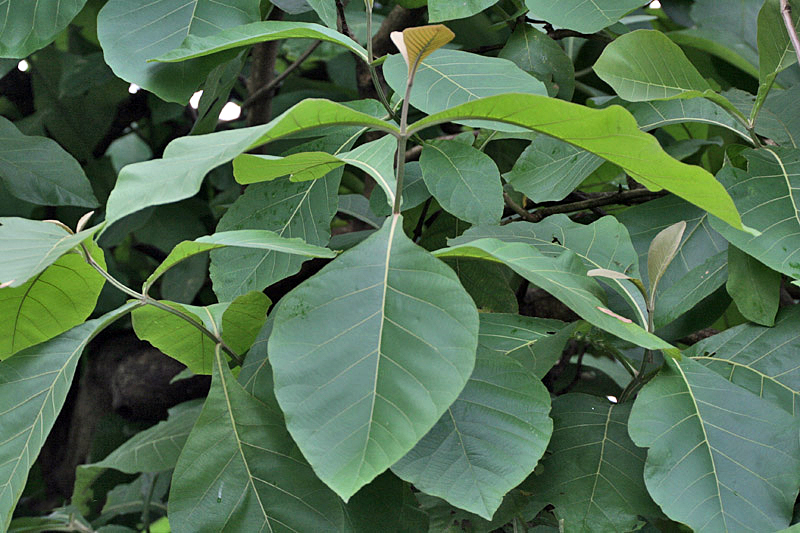
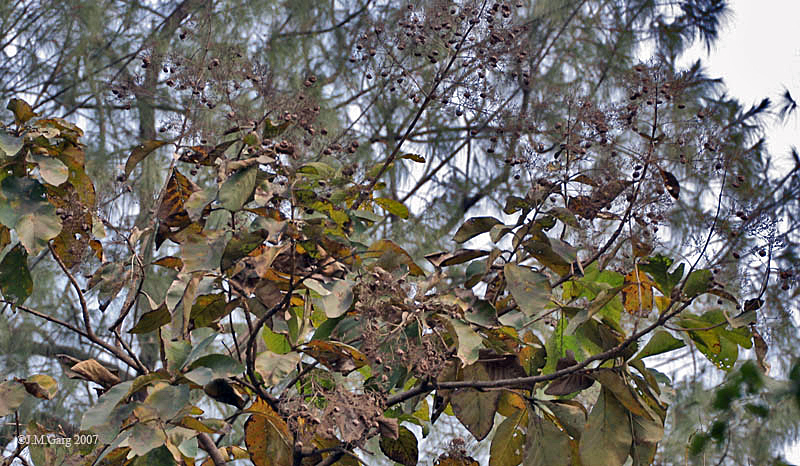
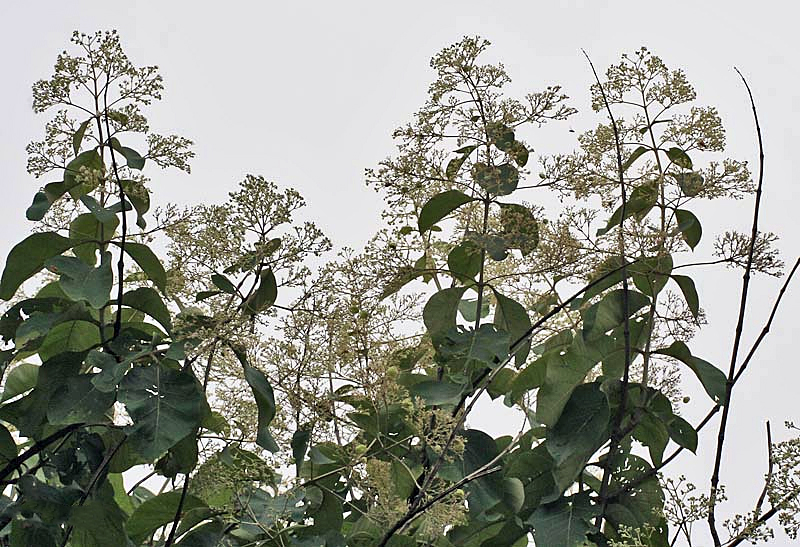
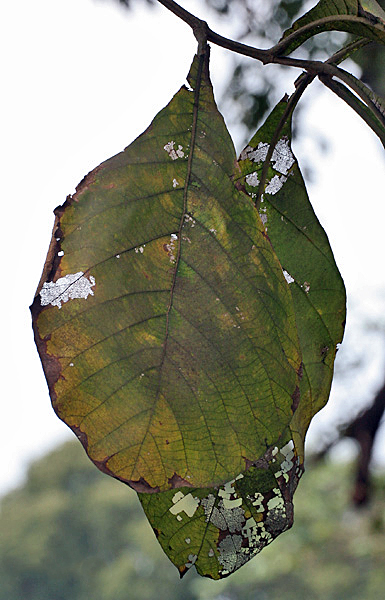
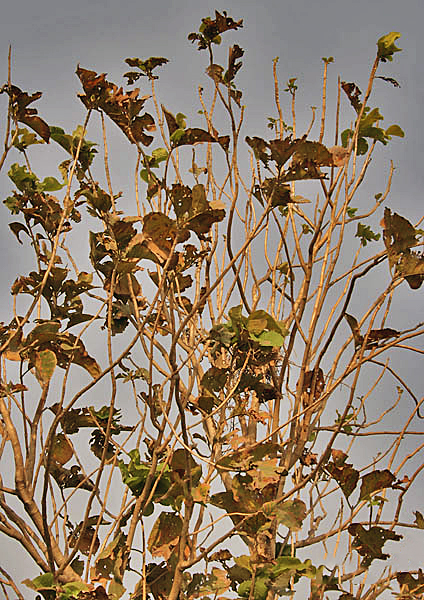
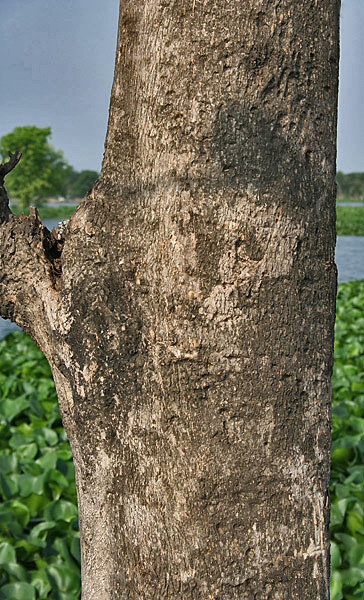
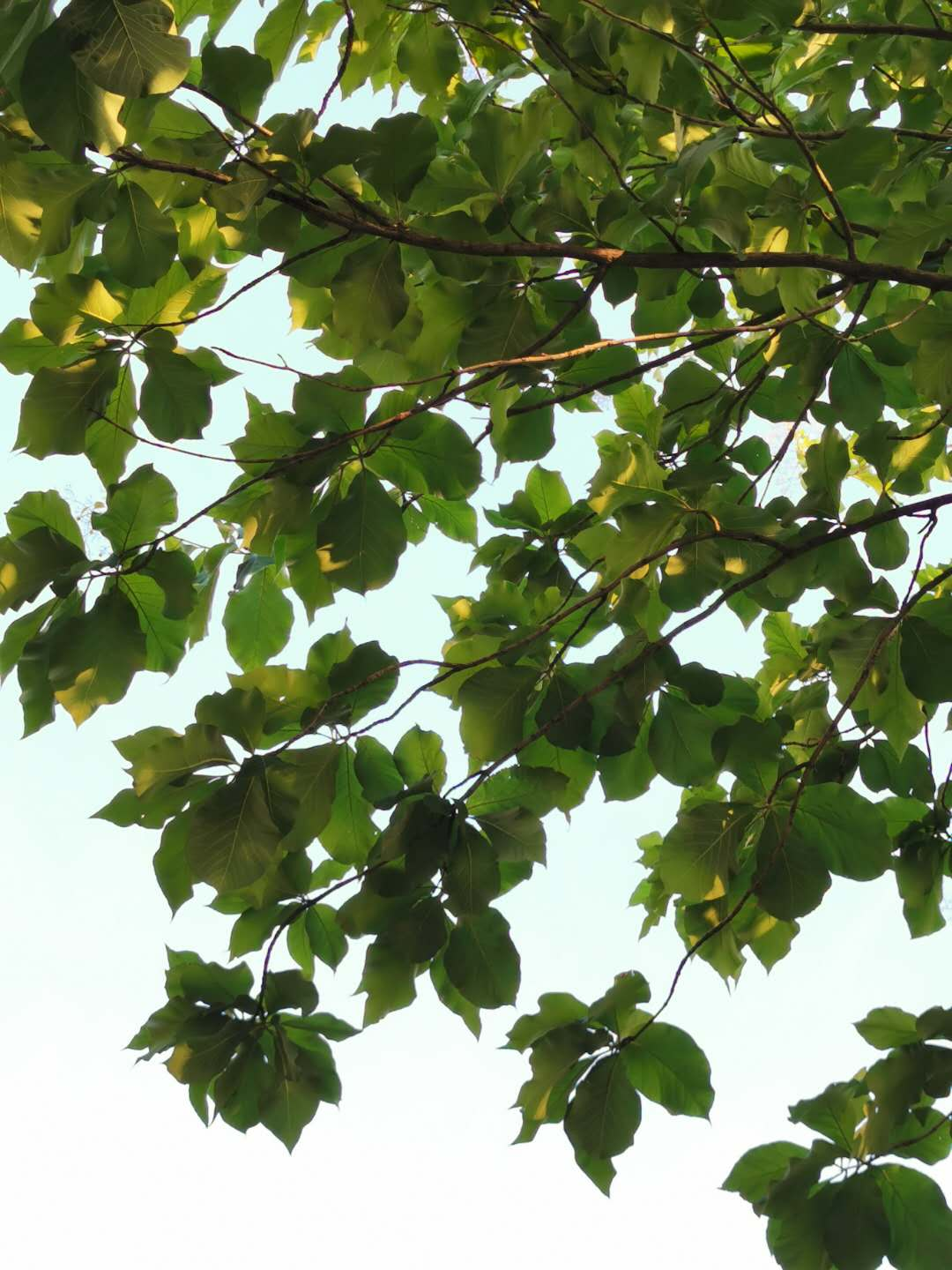
枝葉。葉長約30-60公分
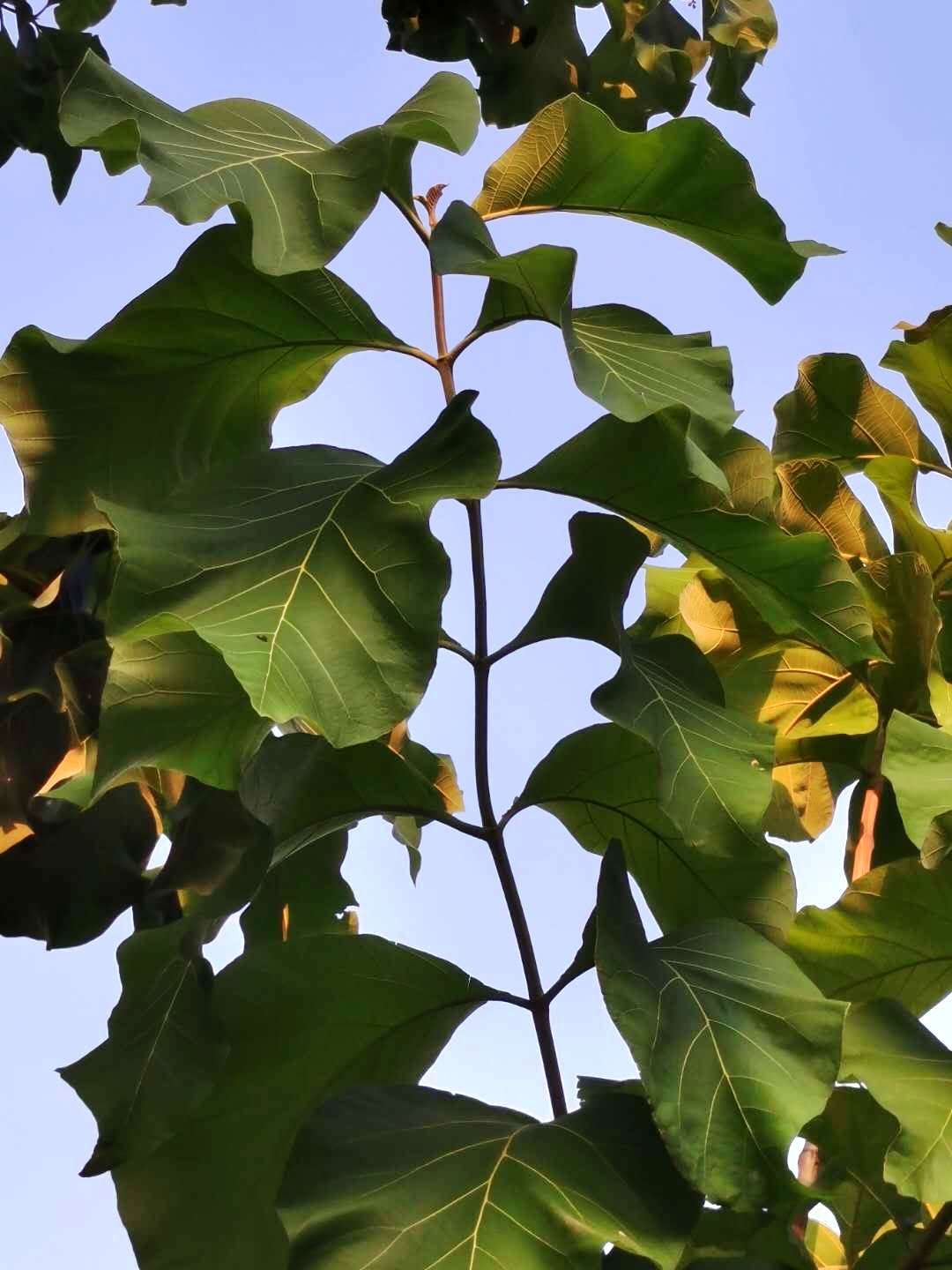
葉對生，常呈波浪狀
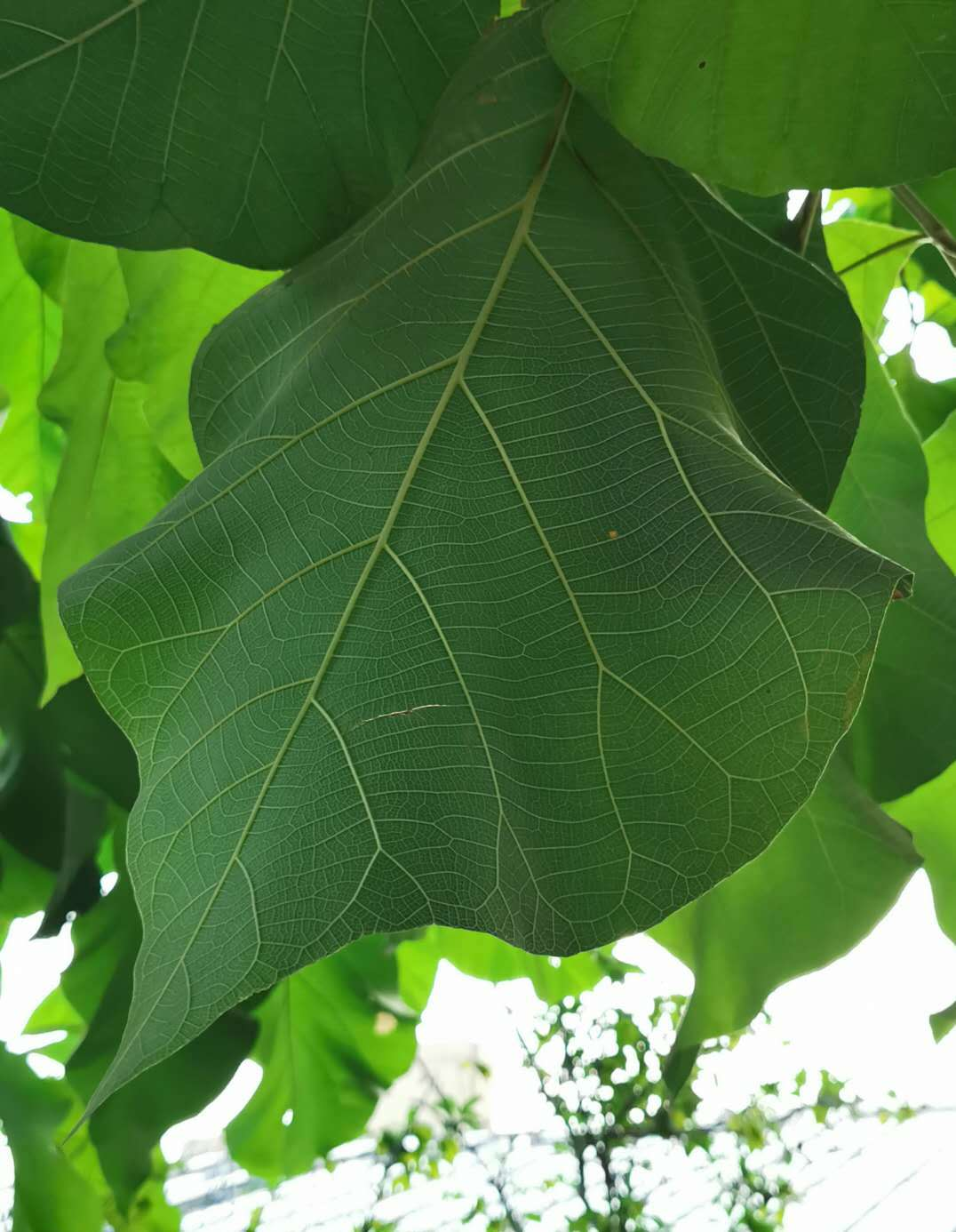
葉脈明顯、凸出
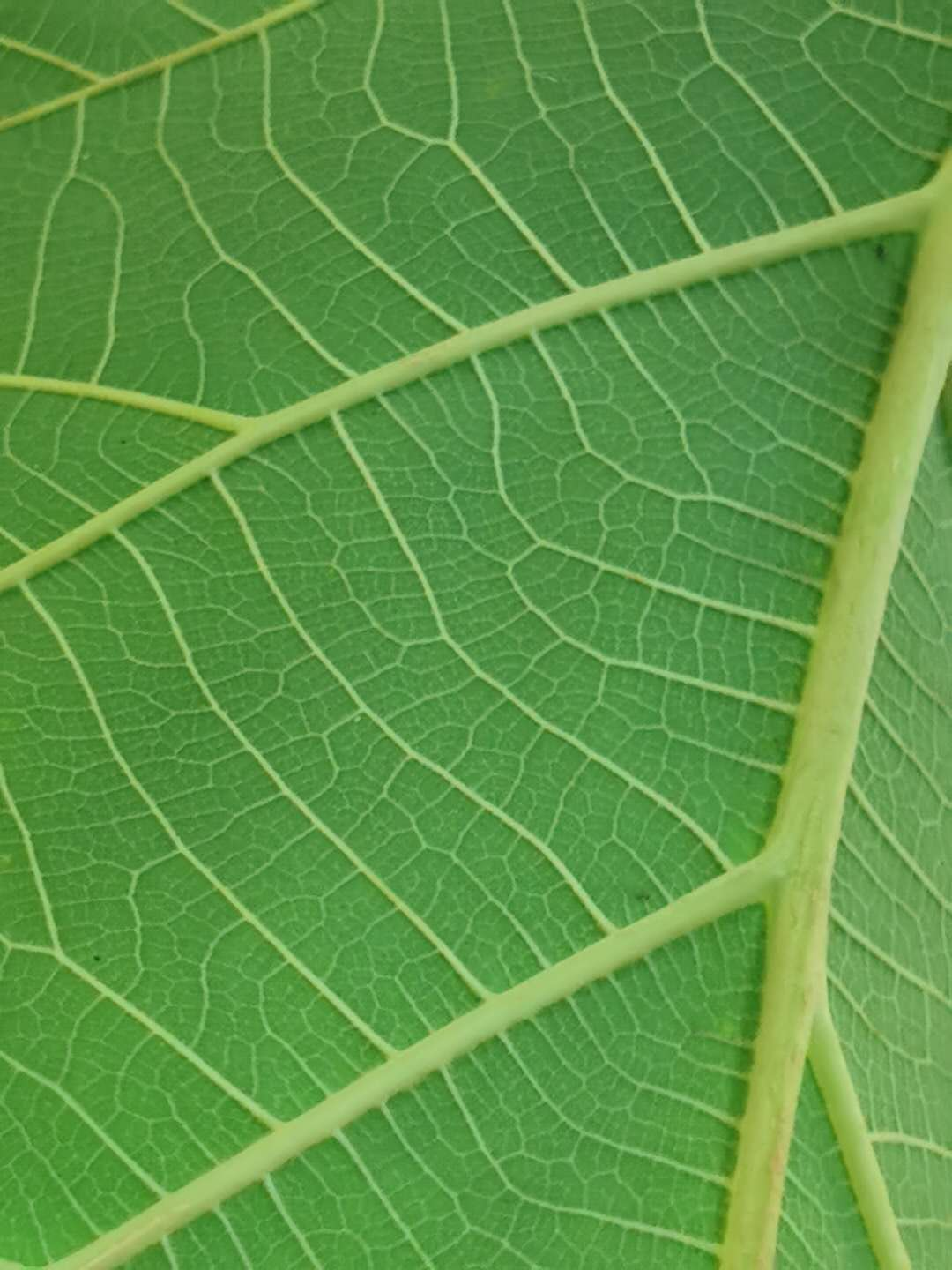
葉背脈絡更為明顯與凸出